# بيت المعنوز (الرجم)

تعديل مصدري - تعديل

بيت المعنوز هي إحدى قرى عزلة بني الجلبي بمديرية الرجم التابعة لمحافظة المحويت، بلغ تعداد سكانها 158 نسمة حسب تعداد اليمن لعام 2004.